# Аккумський сільський округ (Таласький район)
Акку́мський сільський округ (каз. Аққұм ауылдық округі, рос. Аккумский сельский округ) — адміністративна одиниця у складі Таласького району Жамбильської області Казахстану. Адміністративний центр — село Аккум.
Населення — 1201 особа (2021; 1417 у 2009, 1437 у 1999, 1888 у 1989).
Станом на 1989 рік існувала Аккумська сільська рада (село Аккум). 1997 року округ був ліквідований та приєднаний до складу Бостандицького сільського округу, однак 2001 року він був відновлений.